# Knower (dúo)
Knower es una agrupación estadounidense de jazz, funk y música electrónica que ha obtenido gran notoriedad gracias a la difusión de su música por internet. La agrupación está conformada por el multiinstrumentista Louis Cole y la cantante Genevieve Artadi. Aunque la agrupación es un dueto, suelen presentarse en vivo como quinteto incluyendo instrumentos como saxofón, sintetizadores y bajo eléctrico.

## Antes de Knower
Louis Cole estudió música en Los Ángeles, California, y se graduó de la universidad USC Thornton School of Music con estudios en jazz en el año 2009. En el 2006 Louis Cole trabó amistad con el músico Jack Conte, actual miembro del dúo Pomplamoose, y ambos compusieron y grabaron algunas canciones que actualmente se pueden encontrar en el canal de YouTube de Conte. Jack Conte sugirió a Louis Cole comenzar a hacer pública su música vía internet. 
Genevieve Artadi también estudió música en Los Ángeles. Se graduó de la licenciatura en jazz por parte de la Universidad Estatal de California (CSU) en Northridge e hizo un postgrado en la Universidad Estatal de California en Long Beach.
Louis Cole conoció Genevieve Artadi a través del saxofonista Robby Marshall. En el año 2009 Louis y Genevieve decidieron hacer música juntos. En paralelo a KNOWER ambos llevarían su carrera musical como solistas, a menudo colaborando entre ellos.

## Carrera
A inicios del 2010 el dueto comenzó a publicar su música en formato de videos por medio de la plataforma YouTube. Su primer video musical fue un cover de la canción de Britney Spears "3", mismo que consiguió buen alcance gracias a la ayuda de Jack Conte quién lo estuvo promoviendo. Otro de sus primeros videos musicales fue "Window Shop" (tema que originalmente apareció en el primer álbum de Louis Cole) que también logró gran alcance, esta vez gracias a YouTube ya que en aquel entonces lo mostró como tendencia en su página de inicio. En este mismo año publicaron su primer álbum como dueto: "Louis Cole and Genevieve Artadi".
En el 2011 publicaron su segundo álbum "Think Thoughts" en el que se incluyeron los temas "Around" y "I Remember" que destacaron por los intensos grooves de funk. Justo después de la publicación de este álbum, el grupo hizo una colaboración con el dueto Pomplamoose en el sencillo "It Goes On" afianzando con esto aún más el sonido electro-funk distintivo del grupo. Esta colaboración incrementó la popularidad de KNOWER.
"Let Go" es el nombre del tercer álbum del dueto y se publicó en el año 2013. Seguido de la publicación del álbum, KNOWER se presentó en el Bonnaroo Festival al lado de los músicos Soul Khan, Jenny Suk, y Black Violin. En el mismo año también tuvieron una gira por la costa este de los Estados Unidos junto al dueto WeYou integrado por Nate Wood y Jesske Hume.
En el año 2014 la agrupación publicó su sencillo "I Must Be Dreaming" e hicieron gira por el sur y la costa este de los Estados Unidos. También fueron patrocinados por Quincy Jones en una serie de conciertos de nuevos artistas en la ciudad de Los Ángeles. Su canción "Fuck the Makeup, Skip the Shower"  hizo aparición en la emisora de radio ficticia FlyLo FM del videojuego Grand Theft Auto V.
Durante el año 2015 KNOWER grabó junto al grupo Snarky Puppy una nueva versión de su tema ''I Remember'' y se incluyó en el álbum ''Family Dinner - Volume 2'' de estos últimos.
En el 2016 durante su gira por Europa y parte de su gira por los Estados Unidos, el dueto comenzó a presentarse como quinteto invitando de forma intermitente a músicos como Tim Lefebvre, Dennis Hamm, Sam Wilkes, Sam Gendel, Nate Wood, Jacob Mann, Rai Thistlethwayte  y Jonah Nilsson.
En julio del 2017 KNOWER fue telonero de los Red Hot Chili Peppers en cuatro importantes ciudades europeas. Y para el 2018 fueron de gira por los Estados Unidos, Europa, China y Japón manteniendo el mismo formato de quinteto. 
En el año 2019 el dueto expandió sus fronteras dando presentaciones por Sudáfrica y Sudamérica, incluyendo la isla de Rapa Nui (Isla de Pascua).
Desde 2017 KNOWER ha dado presentaciones en varias ciudades europeas junto a la banda sueca Norrbotten Big Band.
Se sospecha que Louis Cole y Sam Gendel fueron quienes estaban detrás de los disfraces del dueto de grindcore Clown Core.
En mayo de 2020 participaron en el festival musical en línea Secret Sky con motivo benéfico contra el COVID-19 y presentado por Porter Robinson

## Miembros
Integrantes
- Genevieve Artadi — Vocalista, compositora, letrista, tecladista, bajista (2009 - presente)
- Louis Cole — multiinstrumentista, baterista/percusionista, tecladista, vocalista, conductor (2009 - presente)

Miembros acompañantes e invitados
- Tim Lefebvre — Bajo
- Sam Wilkes — Bajo
- Sam Gendel — Saxofón
- David Binney — Saxofón
- John Escreet — Piano
- Vikram Devasthali — Vocalista de Rap en ''Things About You Remix''
- Aya Toyoshima — Trombón
- Jack Conte — Teclado, Batería
- Nataly Dawn — Bajo, Vocalista
- Adam Ratner — Guitarra
- Rai Thistlethwayte — Teclado
- Dennis Hamm — Teclado
- Jacob Mann — Teclado
- Thom Gill — Guitarra, Vocalista
- Jonah Nilsson — Teclado
- Nicholas Semrad — Teclado

## Discografía

### Álbumes
- 2010: Louis Cole and Genevieve Artadi
- 2011: Think Thoughts
- 2013: Let Go
- 2016: Life
- 2023: KNOWER FOREVER

### Sencillos
- 2011: "It Goes On" [con Pomplamoose]
- 2013: "Burn" [cover de Ellie Goulding]
- 2014: "I Must Be Dreaming"
- 2018: "One Hope" [con David Binney]

### Videos
- 2010: 3 [cover de Britney Spears]
- 2010: Baby [cover de Justin Bieber]
- 2010: Window Shop
- 2010: Cloudwalker
- 2010: Like a Storm
- 2010: The Mystery of a Burning Fire [con Sam Gendel]
- 2010: All I Want
- 2010: Trust the Light
- 2011: It Goes On [con Pomplamoose]
- 2011: Say What You Say
- 2011: E.T. [cover de Katy Perry]
- 2011: Before
- 2011: Blow [cover de Ke$ha]
- 2011: Gotta be Another Way
- 2011: Around
- 2011:  I Remember
- 2011: "Promises" [cover de Nero/Skrillex]
- 2012: Paying the Price [con Tim Lefebvre]
- 2012: Things About you
- 2012: That's Where you Are
- 2012: Till the World Ends [cover de Britney Spears]
- 2012: Dreaming on Forever
- 2013: What's in your Heart
- 2013: Stay [cover de Rihanna]
- 2013: P.Y.T. [cover de Michael Jackson]
- 2013: Time Traveler
- 2013: Get Lucky [cover de Daft Punk]
- 2013: "Burn" [cover de Ellie Goulding]
- 2014: Lady Gaga
- 2014: I Must be Dreaming
- 2014: Fuck the Makeup, Skip the Shower
- 2015: Hanging On
- 2016: The Govt. Knows
- 2016: Butts T**s Money
- 2016: More Than Just Another Try
- 2017: Overtime
- 2017: Time Traveler